# فولسچت
فولسچت (به لاتین: Folschette) یک منطقهٔ مسکونی در لوکزامبورگ است که در رامبروک واقع شده‌است.